# استفانو سلوزی
استفانو سلوزی (انگلیسی: Stefano Celozzi؛ زادهٔ ۲ نوامبر ۱۹۸۸) بازیکن فوتبال اهل آلمان است.
از باشگاه‌هایی که در آن بازی کرده‌است می‌توان به باشگاه فوتبال بایرن مونیخ ۲، باشگاه فوتبال بوخوم، باشگاه فوتبال کارلسروهه، باشگاه فوتبال آینتراخت فرانکفورت، باشگاه فوتبال بایرن مونیخ، و باشگاه فوتبال اشتوتگارت اشاره کرد.
وی همچنین در تیم‌های ملی فوتبال جوانان آلمان، و جوانان آلمان، و زیر ۲۱ سال آلمان بازی کرده‌است.